# Canthium neilgherrense
Canthium neilgherrense är en måreväxtart som beskrevs av Robert Wight. Canthium neilgherrense ingår i släktet Canthium och familjen måreväxter. Inga underarter finns listade i Catalogue of Life.